# Attica (automobile)
Pour les articles homonymes, voir Attica.
Attica (par la suite appelé Bioplastic Co. Ltd) est un ancien constructeur automobile grec, basé au Pirée, à Athènes, actif entre 1958 et 1977.

## Histoire
L'entreprise se situait au Pirée, à Athènes. Georgios Dimitriadis en était le directeur,. En 1964, il acquiert une licence de construction et commence la production,. En 1968, l'entreprise connait des difficultés financières et vend la licence à Alta,. L'entreprise fabriquait également des véhicules sous licence du constructeur israélien Autocars Company Ltd.,.

## Modèles
- Attica 200 (1963-1971)
- Attica Carmel 12 (1965-1977)

## Galerie

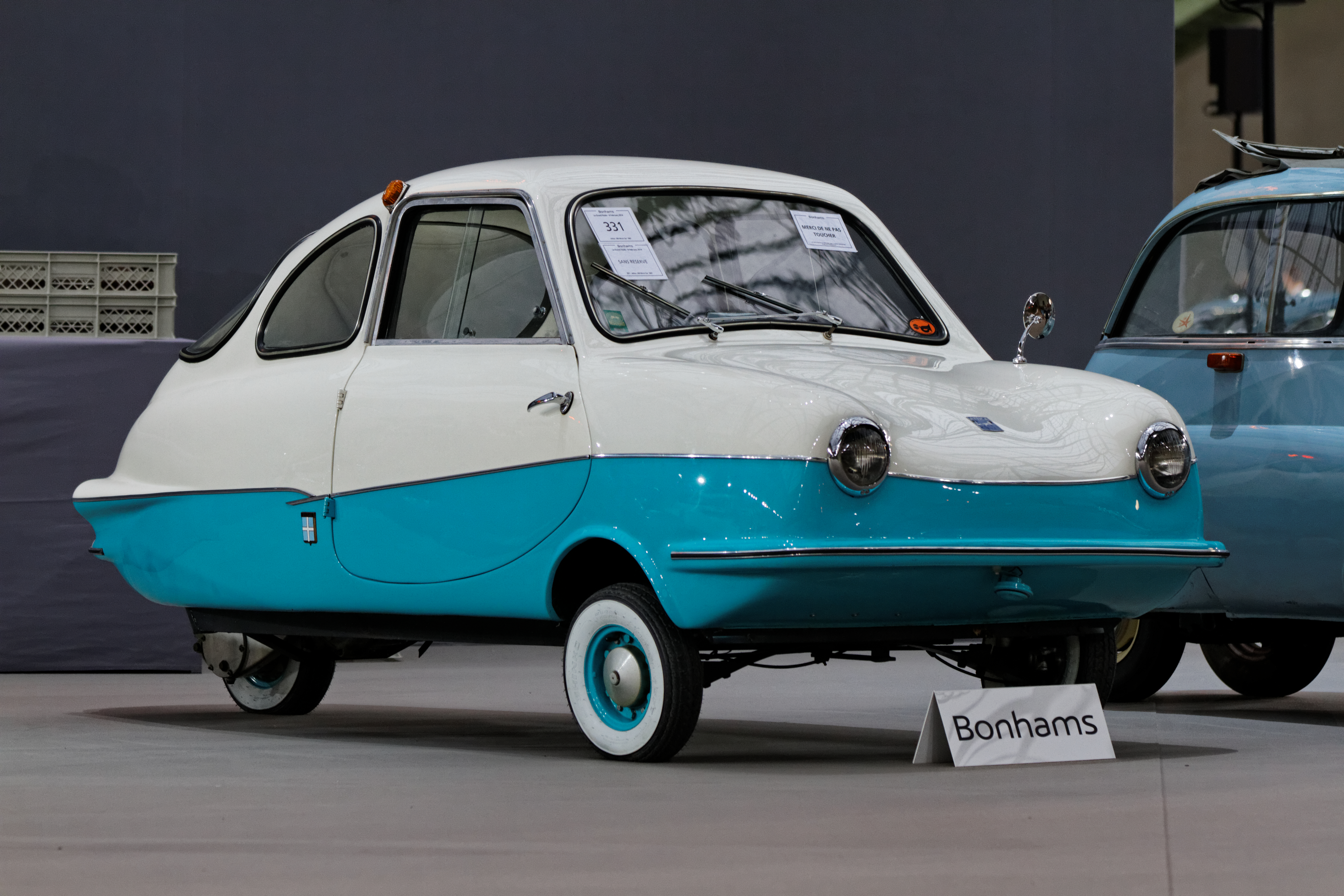
Attica 200.
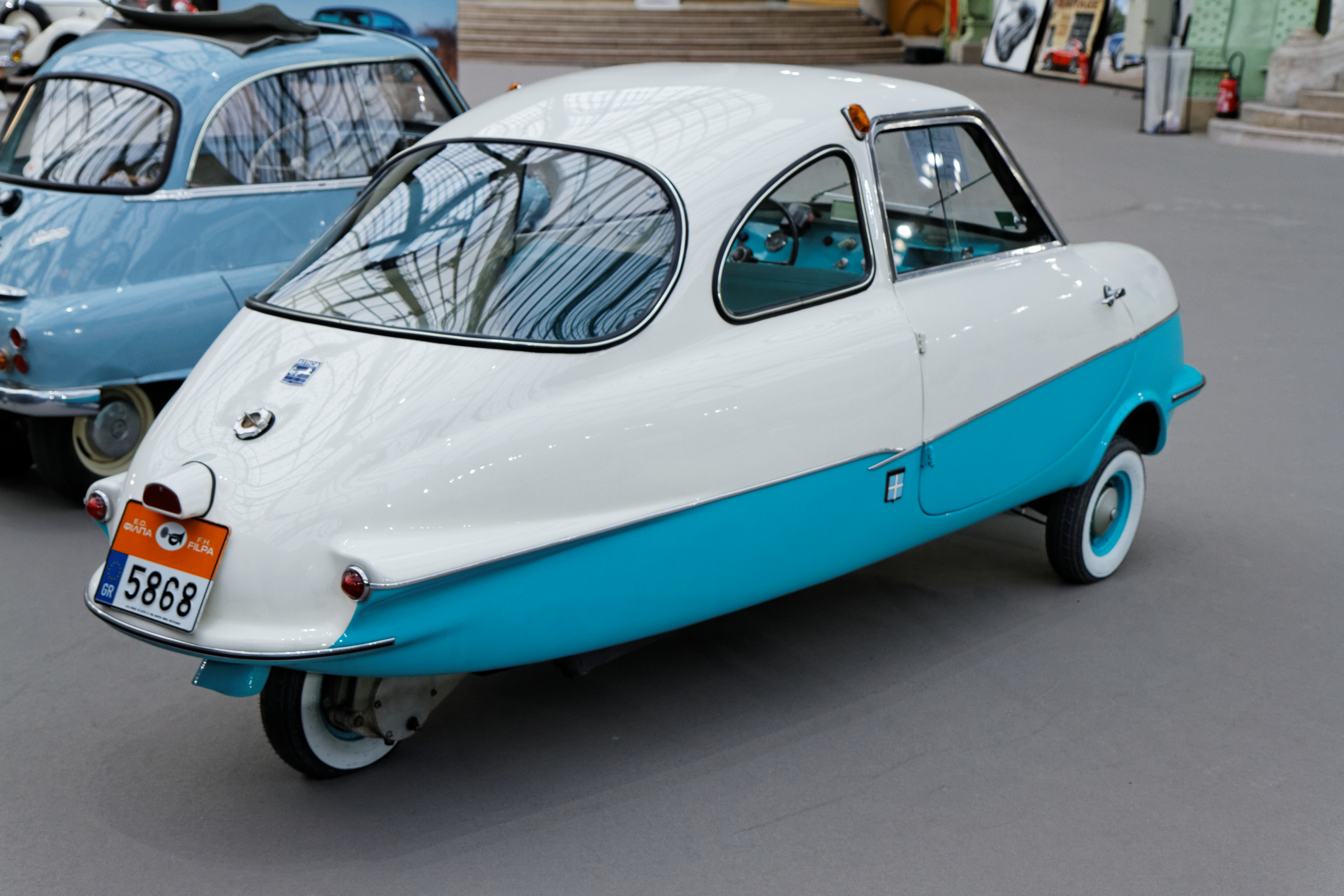
Vue arrière d'une Attica 200.